# Joanna Briscoe
Joanna Drake-Briscoe (geboren 7. Januar 1963 in London) ist eine britische Schriftstellerin.

## Leben
Joanna Drake-Briscoe ist eine Tochter des adligen Francis Drake Drake-Briscoe und der Carol Clarke, sie hat zwei Geschwister. Sie wuchs im ländlichen Südwesten Englands auf. Nach der Grundschule wurde sie von einem Hauslehrer unterrichtet, ab dreizehn besuchte sie die Grammar School in Totnes. Ihren Schulabschluss machte sie in Anglistik. Sie studierte am University College London und arbeitet seither als Journalistin. Sie schrieb für die großen englischen Tageszeitungen The Guardian, The Independent, The Observer, The Sunday Times und arbeitete für das Rundfunkprogramm von BBC Radio 4.
Nach einem Interview mit Shere Hite freundeten sich die beiden an und lebten bis 1997 in Frankreich und in London. Später lebte Briscoe mit der Schriftstellerin Charlotte Mendelson und ihren zwei Kindern in London. 
Für ihren ersten Roman Mothers and Other Lovers erhielt sie einen Betty Trask Award. Ihr zweiter Roman Skin gelangte auf die Longlist des Encore Award. Der Thriller Sleep With Me stand 2005 auf der Shortlist des Prince Maurice Award und wurde bei ITV verfilmt. 

## Werke (Auswahl)
- Mothers and Other Lovers (1994)
  - Komische Verhältnisse : Roman. Übersetzung Cornelia C. Walter. München : Goldmann, 1998
- Skin (1997)
- Sleep With Me (2005)
  - Schlaf mit mir : Roman. Übersetzung Anke und Eberhard Kreutzer. Bloomsbury Berlin, 2005
- You (2011)
  - Gefährliche Nähe : Roman. Übersetzung Gaby Wurster. Bloomsbury Berlin, 2012
- Touched (2014)
- The Seduction (2021)